# Hans Walter Klein
Hans Walter Klein (* 12. Juli 1942 in St. Wendel; † 4. Dezember 2016) war ein deutscher Schauspieler.

## Leben
Er studierte Germanistik und Theaterwissenschaft in Wien und machte eine  Ausbildung zum Schauspieler am Wiener Max-Reinhardt-Seminar, das zur Universität für Musik und darstellende Kunst Wien gehört.
Engagements hatte er am Staatstheater Stuttgart, am Schauspielhaus Düsseldorf, dem Schillertheater in Berlin und am Staatstheater Darmstadt. Klein spielte in Kino- und Fernsehfilmen und arbeitete als Funk- und Synchronsprecher.  Er wohnte in Berlin und zeitweise in Rheinland-Pfalz.

## Filmografie
- 1986: Lenz oder die Freiheit von Dieter Berner
- 1988: The Contract
- 1988: Liebling Kreuzberg
- 1989: Reise ohne Wiederkehr von Alexandra von Grote
- 1990: Wedding von Heiko Schier